# (2970) Песталоцци
(2970) Песталоцци (лат. Pestalozzi) — типичный астероид главного пояса, открыт 27 октября 1978 года швейцарским астрономом Паулем Вильдом в обсерватории Циммервальда и 10 ноября 1992 года назван в честь швейцарского педагога Иоганна Г. Песталоцци.

## Обнаружение и именование
(2970) Песталоцци
Открыт 27 октября 1978 года в Циммервальде П. Вильдом.
Назван в честь швейцарского педагога Иоганна Генриха Песталоцци (1746—1827), пользующегося мировым влиянием. Вдохновлённый идеями Ж.-Ж. Руссо, неустанно работал над улучшением образования детей бедных слоёв населения. Некоторые из его в высшей степени бескорыстных действий в то время потерпели неудачу, но в долгосрочной перспективе его образ мышления увенчался успехом. Даже сегодня люди используют его имя как признак истинного альтруизма.
Оригинальный текст (англ.)2970 Pestalozzi
Discovered 1978-10-27 by Wild, P. at Zimmerwald.
Named for Johann Heinrich Pestalozzi (1746—1827), Swiss educator of worldwide influence. Inspired by the ideas of J.-J. Rousseau, he worked unremittingly for better education and schooling of the children of the poor. Some of his highly unselfish actions failed at the time, but in the long term his way of thinking succeeded. Even today people use his name as a hallmark for true altruism.
Источники: DISCOVERY.DB; M.P.C. 21129.

## Орбита

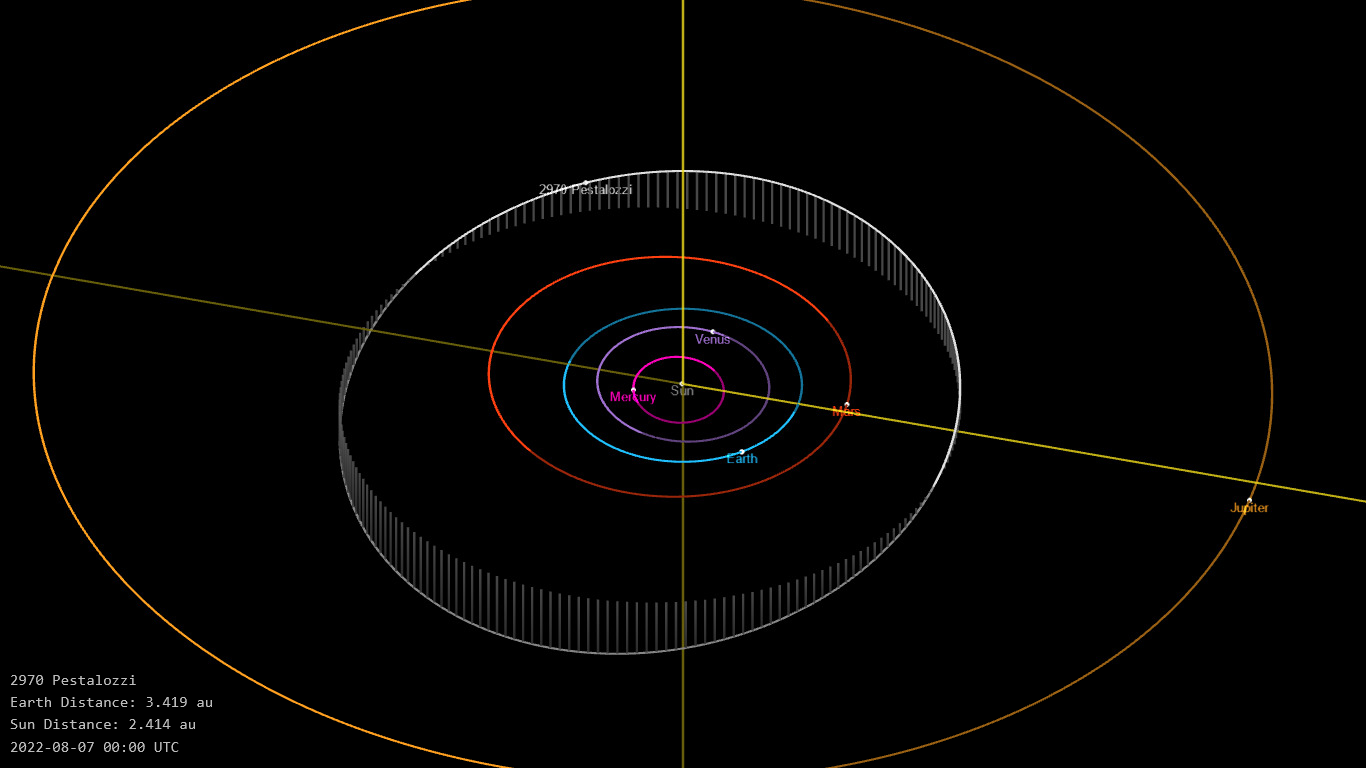
Орбита астероида Песталоцци и его положение в Солнечной системе

## Физические характеристики
Из наблюдений телескопа VISTA следует, что астероид относится к таксономическому классу S.
По результатам наблюдений в видимом и ближнем инфракрасном диапазоне космического телескопа NEOWISE диаметр астероида оценивался равным 6,853±0,114 км. Согласно тем же источникам альбедо оценивается как 0,3763±0,0182 и 0,376±0,018.